# Ocelot
Ocelot je český název pro několik druhů kočkovitých šelem rodu Leopardus. Používá se v češtině pro tři druhy tohoto rodu. Ocelot velký a margay jsou sesterské druhy, ocelot stromový je však blíže příbuzný kočce tmavé (Leopardus guigna) a kočce slaništní (Leopardus geoffroyi). Skupina ocelotů tedy není přirozená.

## Druhy
- ocelot velký (Leopardus pardalis)
- ocelot stromový = ocelot oncila (Leopardus tigrinus)
- margay někdy zvaný jako ocelot dlouhoocasý (Leopardus wiedii)